# Jesús Elósegui
Jesús Elósegui Irazusta (Tolosa, Guipúzcoa, 1907 - 1979) fue un arqueólogo, fundador, secretario e integrante de la primera junta directiva de la Sociedad de Ciencias Aranzadi. Estuvo muy vinculado al quehacer científico de José Miguel de Barandiarán y fue descubridor de varios  dólmenes y  crómlechs. 

## Biografía
Jesús Elósegui nace en Tolosa en 1907. Abandona sus estudios de ingeniería industrial y a partir de 1932 se dedica a trabajar como fotógrafo profesional. Cultiva diversas facetas del deporte, la cultura y, sobre todo, las Ciencias Naturales. Colaborador frecuente en Munibe, El Día, Argia o Pyrenaica, entre otras publicaciones. En estos primeros años dedicados a la fotografía, retratará a las personas de su alrededor, distintas personalidades, a los pastores de Aralar, las inundaciones de Tolosa de 1953 o diversos accidentes. Hasta que en 1936 tuvo que huir al otro lado del Bidasoa convirtió su afición en profesión. 

### Guerra Civil.
Mientras estaba en el exilio al otro lado del Bidasoa, las tropas franquistas destrozaron su estudio. Durante sus años en el exilio fue miembro de la coral y grupo de danzas vascas Eresoinka realizando giras por Francia, Reino Unido, Bélgica, Países Bajos y otros países europeos. Coincidió con el lehendakari José Antonio Aguirre en alguna de sus giras. Acompañado continuamente por su cámara fotográfica tuvo oportunidad de fotografiar el recibimiento que el Lehendakari Aguirre hizo a Lluís Companys en Belloy-en-France, Francia.  
Vuelve en 1940 a su localidad natal, donde por su simpatía hacia el PNV es inmediatamente detenido y enviado a un batallón de trabajadores primeramente en el campo de concentración de Miranda de Ebro y posteriormente a Oyarzun. Tras permanecer diez meses en distintos batallones de trabajadores, fue liberado y trasladó su residencia a Pasajes donde se ganaba la vida comercializando y vendiendo aceite de hígado de bacalao, hasta que el año 1947 fundó la Sociedad de Ciencias Aranzadi. 

## Creación de la Sociedad de Ciencias Aranzadi
En el exilio tiene oportunidad de conocer a José Miguel de Barandiarán. En 1948, todavía en el exilio de José Miguel de Barandiarán, Tomás Atauri y Jesús Elósegui lo nombraran miembro de honor de la Sociedad de Ciencias Aranzadi. En un viaje que hizo a Sare ese mismo año, convenció a Barandiaran para que asumiera la dirección de la sección de prehistoria. Cinco años más tarde, Elosegi trasladará a José Miguel Barandiaran desde San Juan de Luz a su casa de Pasajes donde lo mantuvo escondido.

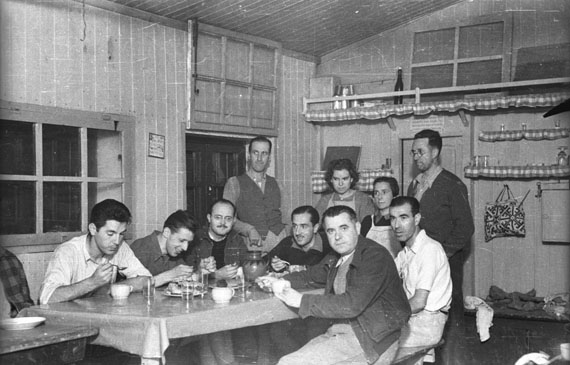
Orígenes de la Sociedad de Ciencias Aranzadi. En el refugio de Igaratza (Aralar). Jesus y Pedro Elosegui, Pilar Sansinenea, Reyes Corcostegui, José María Thomas, Francisco Español, Ramón Margalef, Joaquin Mateu, Estefania Elizalde y Manuel Laborde.

La voluntad de crear la Sociedad de Ciencias Aranzadi germinó en el refugio de Igaratza que la asociación de los Amigos de Aralar tenía en dicho paraje. En su profundización por los temas científicos trabó amistad con científicos de Cataluña, los cuales le animaron a la creación de Aranzadi. 
En los años 1942-1952 y 1960-1972 fue secretario general de Aranzadi. Promovió múltiples secciones, entre las cuales destacan la de Prehistoria, Ornitología, Entomología y Espeología, esta última era la favorita de Elósegui.

### Años posteriores a Aranzadi.
En enero de 1972, después de 25 años de trabajo, Jesús Elósegui pidió el relevo como secretario general de la Sociedad de Ciencias Aranzadi, dejando atrás una labor silenciosa, eficaz y duradera. En 1979, Munibe le dedicó un volumen especial en homenaje y recuerdo de quien fue su principal fundador y animador. A pesar de su retiro en 1972, escribió múltiples libros y artículos, siendo entre ellos el más renombrado Las minas de cobre de Aralar, de 1974. A su vez, en la última etapa de su vida se dedicó a trabajos de investigación en archivo y a temas relacionados con el euskera, formando parte del grupo Kardabeaz y Euskarazaintza.

## Obra fotográfica, Colección Elósegui.
Jesús Elósegui compaginó su labor científica con la pasión por la fotografía. A resultas de ello, tras su fallecimiento la comunidad de los Padres Benedictinos de Lazkao guardó su colección fotográfica hasta que durante el periodo entre los años 2002-2006 la Sociedad de Ciencias Aranzadi digitalizó su colección compuesta por más de 18 000 fotografías. El año 2007, centenario del nacimiento de Jesús Elósegui, publicó el libro Jesús Elósegui 1907-1979 y realizó una exposición con las más representativas de la colección en el Palacio Aranburu de su villa natal. 
El 25 de julio de 2009 la Sociedad de Ciencias Aranzadi, junto a Kutxa, rubricó un acuerdo con el Departamento de Cultura y Euskara de la Diputación Foral de Guipúzcoa  por el cual ponía la Colección Elósegui a disposición de todos los usuarios utilizando el portal GureGipuzkoa.net.

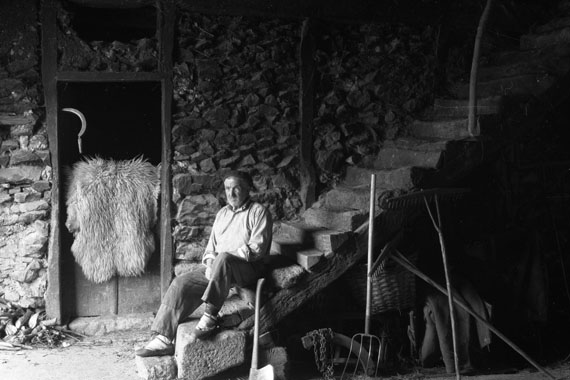
Casero en la entrada del caserío.
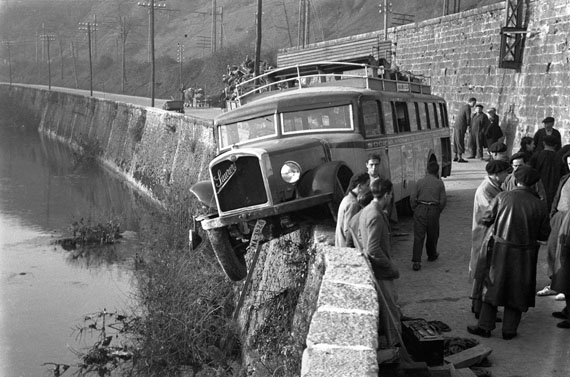
Accidente de autobús en Tolosa.
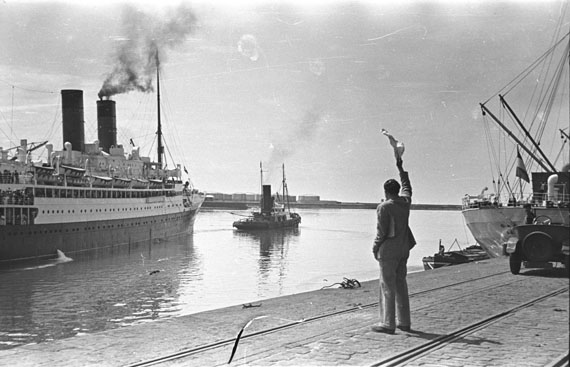
Despedida en el puerto.
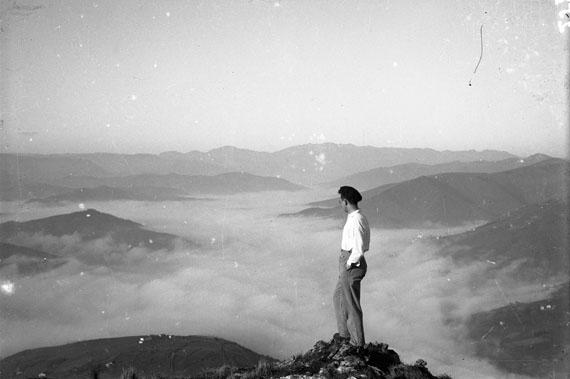
Jesús Elósegui en la cumbre de Uzturre.